# Łukasz Sapela
Łukasz Sapela, né le 21 septembre 1982 à Piotrków Trybunalski, est un footballeur polonais. Il est gardien de but.

## Carrière
- 2000-2012 :  GKS Bełchatów
- depuis 2012 :  Ravan Bakou FK

### Palmarès
- Vice-Champion de Pologne : 2007
- Finaliste de la Coupe de la Ligue polonaise : 2007
- Finaliste de la Supercoupe de Pologne : 2007